# Henry Craik

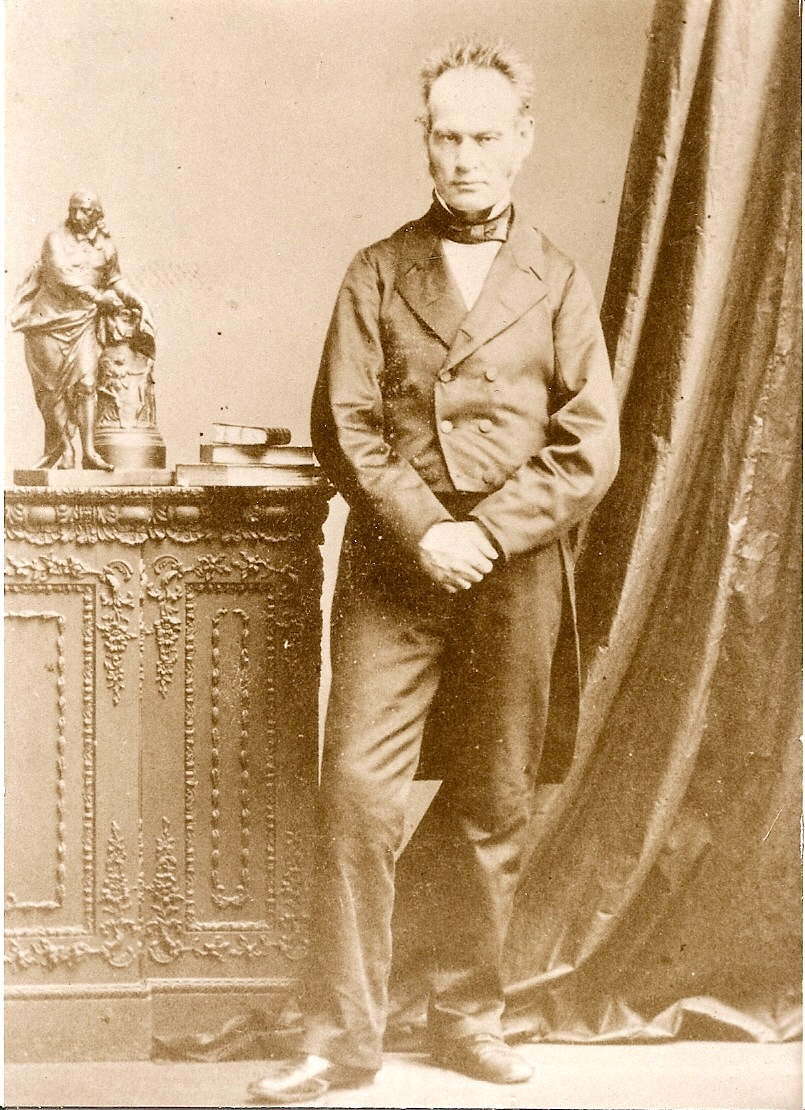
Henry Craik

Henry Craik (* 8. August 1805 in Prestonpans, East Lothian, Schottland; † 22. Januar 1866 in Bristol, England) war ein schottischer Hebraist und freikirchlicher Prediger.

## Leben
Craik war der dritte Sohn des Geistlichen und Lehrers William Craik († 1830) und seiner Frau Paterson Lillie († 1848). Er wuchs im Dorf Kennoway (Grafschaft Fife) auf und besuchte dort die Parochial School, an der sein Vater unterrichtete. Von 1820 bis 1825 studierte er Philosophie an der Universität St Andrews (u. a. bei Thomas Chalmers); 1826 verbrachte er noch ein Semester an der Universität Edinburgh. Im selben Jahr erlebte er durch den Einfluss seines Mitstudenten John Urquhart eine Bekehrung.
1826–28 arbeitete Craik als Hauslehrer in der Familie des Zahnarztes Anthony Norris Groves in Exeter; 1828–31 bekleidete er dieselbe Position bei John Synge in Teignmouth. Im Juli 1829 lernte er hier den angehenden Missionar Georg Müller kennen, mit dem ihn fortan eine lebenslange Freundschaft verband.
In seiner Freizeit predigte Craik öfter in freikirchlichen Kapellen, so auch in der Baptistengemeinde in Shaldon (Devonshire), die ihn im April 1831 zum Pastor berief. Ein Jahr später, im Mai 1832, nahmen Craik und Müller einen Ruf an die Gideon Chapel in Bristol an, allerdings auf eigenen Wunsch nicht als fest angestellte Pastoren, sondern als freie „Diener des Wortes“ auf Spendenbasis. Im Juli übernahmen sie zusätzlich die leerstehende Bethesda Chapel im Zentrum Bristols. Inzwischen waren sie mit den Ideen der jungen Brüderbewegung in Berührung gekommen, denen sie sich weitgehend anschlossen; am 13. August 1832 fand in der Bethesda Chapel die erste Zusammenkunft nach Art der Brüderbewegung statt. Noch im selben Jahr wurde die Gemeinde von John Nelson Darby besucht, der sie aber – wohl aufgrund ihres baptistischen Taufverständnisses – zu „eng“ fand.
Nachdem Craiks erste Ehefrau Mary Anderson, die er im Sommer 1831 geheiratet hatte, bereits am 1. Februar 1832 verstorben war, ging er am 30. Oktober 1832 eine zweite Ehe mit Sarah Howland ein. Sie bekamen mindestens acht Kinder, von denen vier im Kleinkindalter starben. Auch Craik selbst war zeitlebens von schwacher Gesundheit; 1835 erkrankte er so schwer, dass er einen mehrmonatigen Erholungsurlaub außerhalb Bristols einlegen musste. Während dieser Zeit schrieb er u. a. elf „Hirtenbriefe“ (Pastoral Letters) an seine Gemeinde, die später auch in Buchform erschienen.
1839 wurden Craik, Müller und einige andere offiziell als Älteste der Gemeinde in Bristol eingesetzt (eine Praxis, die den Vorstellungen Darbys zuwiderlief). Im April 1840 wurde die Gideon Chapel aufgegeben; Ende 1842 kam als neue Tochtergemeinde die Salem Chapel hinzu.
1848 trennten sich Darby und seine Anhänger von der Gemeinde in Bristol, da diese sich weigerte, bestimmte Lehren Benjamin Wills Newtons über die Leiden Christi zu untersuchen und zu verurteilen. Craik selbst wurde im Oktober 1848 von George Vicesimus Wigram, einem der streitbarsten Freunde Darbys, beschuldigt, in seinen Pastoral Letters ähnliche Irrtümer zu lehren wie Newton (nämlich dass Jesus sterblich gewesen sei). Diesen Vorstoß Wigrams scheint Darby aber nicht unterstützt zu haben.
1849 wurde Craik von der Universität St Andrews für seine theologischen und hebraistischen Veröffentlichungen die Ehrendoktorwürde angeboten, die er jedoch ablehnte. Derselbe Vorgang wiederholte sich einige Jahre später.
Im Sommer 1865 erkrankte Craik an Magenkrebs. Er unternahm noch eine Reise in seine alte Heimat Schottland, musste aber bald nach Bristol zurückkehren, wo er nach zwei Monaten Bettlägerigkeit im Alter von 60 Jahren starb. Auf seinem Sterbebett erhielt er noch einen freundschaftlichen Brief Darbys, in dem dieser ihm, „obwohl gemeindlich von ihm getrennt“, Gottes Segen wünschte. Bei seinem Tod hatten die Gemeinden von Bethesda und Salem zusammen etwa 1000 Mitglieder.

## Schriften
- Principia Hebraica; or, an Easy Introduction to the Hebrew Language (1831, ²1864)
- Improved Renderings of those Passages in the English Version of the New Testament which are capable of being more correctly translated (1835, ²1866)
- Pastoral Letters (1837, ²1848, ³1863)
- An Amended Translation of the Epistle to the Hebrews (1847)
- The Popery of Protestantism (1852)
- The Hebrew Language. Its History and Characteristics, including improved renderings of select passages in our Authorized translation of the Old Testament (1860)
- On the Revision of the English Bible (1860)
- The Distinguishing Characteristics and Essential Relationships of the leading Languages of Asia and Europe (1860)
- New Testament Church Order. Five Lectures (1863)
- The Authority of Scripture Considered in Relation to Christian Union. A Lecture (1863)
- Brief Reply to certain Misrepresentations contained in “Essays and Reviews” (o. J.)
- Biblical Expositions, Lectures, Sketches of Sermons, &c. (postum hrsg. von William Elfe Tayler, 1867)